# Don Miki
Don Miki fue una revista juvenil española de los años 70 y 80 del siglo XX. En total se editaron 664 números en un periodo de 13 años, siendo una de las más longevas de su categoría, durando su edición semanal desde el 14 de octubre de 1976 hasta el 29 de junio de 1989.
Fue inicialmente editado por la editorial Montena, y posteriormente fue vendida a la editorial Primavera.
Desde agosto del año 2014, la editorial Planeta DeAgostini realiza la reedición de algunos de sus ejemplares.
Su contenido estaba formado por historietas gráficas de Mickey Mouse y el pato Donald, junto a los personajes secundarios creados por Floyd Gottfredson en el primer caso y Carl Barks en el segundo.
Entre sus páginas también se incluían informaciones de interés para la audiencia juvenil, tales como música, películas, televisión, deporte, juegos, y tecnología.
La mayoría de las historietas se componían de 5-10 páginas, y algunas se extendían en varios fascículos.

## Algunos autores
- Romano Scarpa, ilustrador italiano de las primeras historietas.
- Giorgio Cavazzano, ilustrador italiano que realizó gran parte de las historietas.